# Sabueso fino colombiano
Sabueso fino colombiano är en hundras från Colombia. Den är en allsidig jakthund som härstammar från olika braquehundar som kolonisatörerna förde med sig från Europa. Senare har inblandning av coonhounds från Nordamerika skett. Rasen erkändes nationellt av den colombianska kennelklubben Asociación Club Canino Colombiano (ACCC) 2015.